# آیچی ای‌بی-۳
آیچی ای‌بی-۳ (به انگلیسی: Aichi_AB-3) یک هواگرد ملخ‌پیشین تک‌موتوره از نوع هواپیمای تجسسی هواپیمای آب‌نشین دارای ارابه فرود ساخت شرکت آیچی کوکوکی است. هواگرد آیچی ای‌بی-۳ نخستین پروازش را در ۱۹۳۲ میلادی انجام داد. در مجموع، تعداد ۱ فروند از این هواگرد ساخته شده است.
طراح این هواگرد، Tetsuo Miki بود.